# Michaił Kowalow
Michaił Prokofiewicz Kowalow, ros. Михаил Прокофьевич Ковалёв (ur. 25 czerwca?/7 lipca 1897 w stanicy Briuchowieckaja, w obwodzie kubańskim, zm. 31 sierpnia 1967 w Leningradzie) – generał pułkownik Armii Radzieckiej.

## Życiorys
Urodzony w chłopskiej rodzinie w dzisiejszym Kraju Krasnodarskim. W 1915 wstąpił do Armii Imperium Rosyjskiego i wziął udział w I wojnie światowej. Od 1918 w Armii Czerwonej. Podczas wojny domowej w Rosji dowodził pułkiem, potem brygadą, walcząc przeciwko białym generałom Denikinowi i Wranglowi, brał też udział w tłumieniu powstania tambowskiego. Od 1927 członek partii bolszewickiej. W 1924 ukończył Akademię Wojskową im. Michaiła Frunzego. W grudniu 1937 roku został wyznaczony na stanowisko zastępcy dowódcy Kijowskiego Okręgu Wojskowego. 8 lutego 1938 roku został mianowany komandarmem II rangi. W kwietniu 1938 roku objął dowództwo Białoruskiego Okręgu Wojskowego.
Podczas inwazji na Polskę we wrześniu 1939 był dowódcą Frontu Białoruskiego. Podpisał znaną ulotkę zrzucaną z samolotów w dniu 17 września 1939, skierowaną do żołnierzy polskich, której tekst zawierał wiele rażących błędów ortograficznych i językowych.    
W czasie wojny radziecko-fińskiej 1939–1940 dowodził 15 Armią. Od maja 1940 dowódca Charkowskiego OW, potem inspektor piechoty Armii Czerwonej. 4 czerwca 1940 roku został mianowany generałem porucznikiem. Od lipca 1941 do lipca 1945 dowódca Frontu Zabajkalskiego, będącego w tym czasie zapleczem infrastrukturalnym dla walczących wojsk Armii Czerwonej. 7 maja 1943 roku został mianowany generałem pułkownikiem. W lipcu 1945 został zastępcą dowódcy Frontu Zabajkalskiego (dowódcą mianowano Rodiona Malinowskiego) i wziął udział w operacji kwantuńskiej przeciwko armii japońskiej w Mandżurii. Od 1947 dowódca Zabajkalsko-Amurskiego Okręgu Wojskowego, a od 1949 zastępca dowódcy Leningradzkiego OW. W 1955 roku został przeniesiony do rezerwy.
Odznaczony dwukrotnie Orderem Lenina, trzykrotnie Orderem Czerwonego Sztandaru i raz Orderem Suworowa I klasy.